# 帳篷

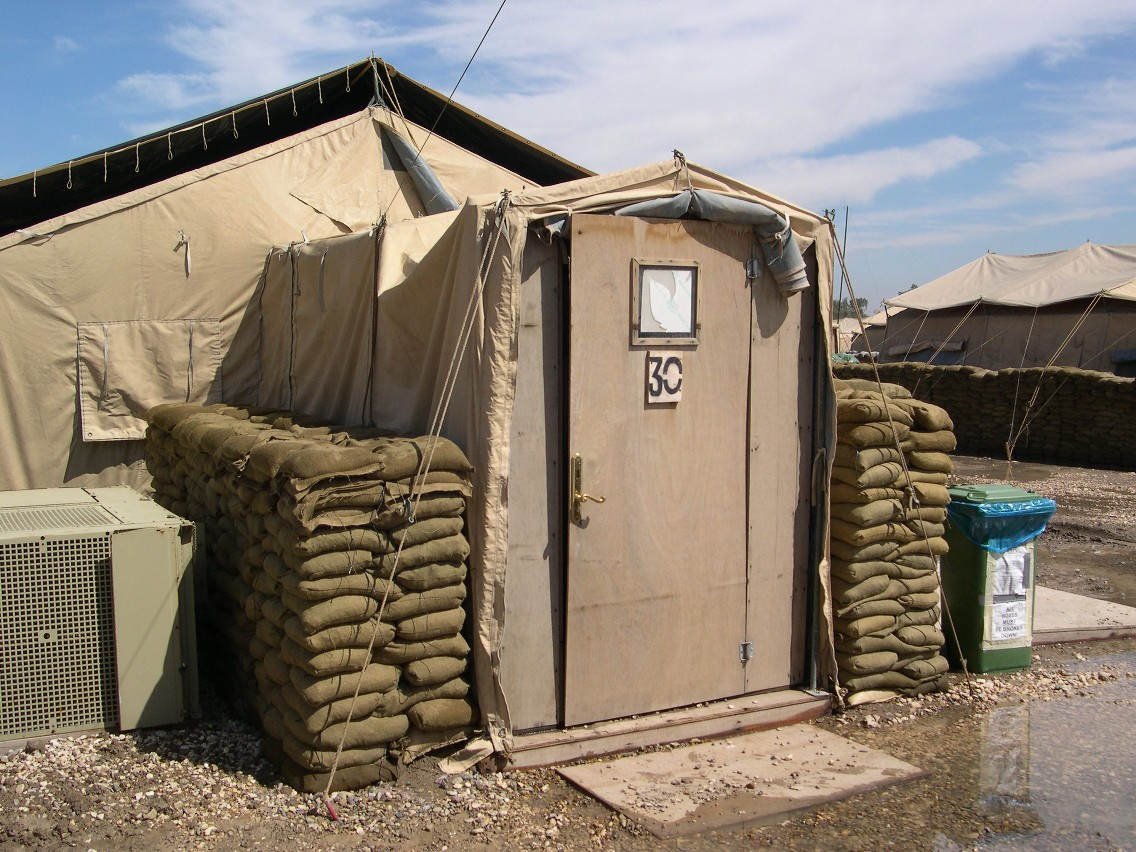
美军帐篷，带有木结构入口、冷气装置、沙袋保护。伊拉克，巴格达（2004年4月）

帐篷是一种可移动的建筑。骨架由帐杆、营绳来组成并固定，骨架外铺的是外帐，可以遮挡视线以及风雨。帐篷可以很方便地搭建、拆除和运输。有些帐篷是不固定的，直接扎在野外，有些则拴在地面的桩子上。最初使用帐篷的是游牧民族，现在帐篷主要用于露营。现代帐篷要求帐布采用不易燃的材料。
帐篷的大小差别很大，从单人帐篷一直到可以容纳上千人的大帐篷（比如马戏团的帐篷）。野营用的帐篷一般可以方便地运输，小型的帐篷甚至可以当作背包、放在自行车上或者放在皮艇里。根据帐篷大小和搭帐篷的熟练程度，一般可在5至25分钟内搭建完毕，拆帐篷一般也需要相同的时间。大多数国家的军队在战场上使用帐篷作为军队临时居住和工作的建筑物。

## 概述
帐篷面料可采用帆布、尼龙、皮毛、聚脂纤维等。由于布料吸水，在潮湿的情况下会变得非常重。但是湿布膨胀后其小孔被堵住，因此湿布比乾布的防水性更好。尼龙和聚脂纤维比布轻，基本上不吸水，覆盖一定防水层后它们可以具有非常好的防水性能，但由于紫外线破坏，会逐渐老化。一个帐篷的接缝处更加容易漏水，因此有的将接缝处进行压胶处理。
防水度参数给出的是在多少毫米处的水压下依然防水。比如防水度1000毫米的材料可以抵挡阵雨，防水度1500毫米的材料可以在夏季宿营使用，终年在外的帐篷一般需要耐水度2000毫米以上，要抵档特殊情况的探险帐篷一般需要防水度3000毫米以上。帐底的防水度一般需要在5000毫米以上。
帐篷按容量可分为单人帐、双人帐、三人帐，乃至大本营帐。

## 结构
帐篷的墙一般有以下三种类型：
- 单层：由单层防水帐布组成的。

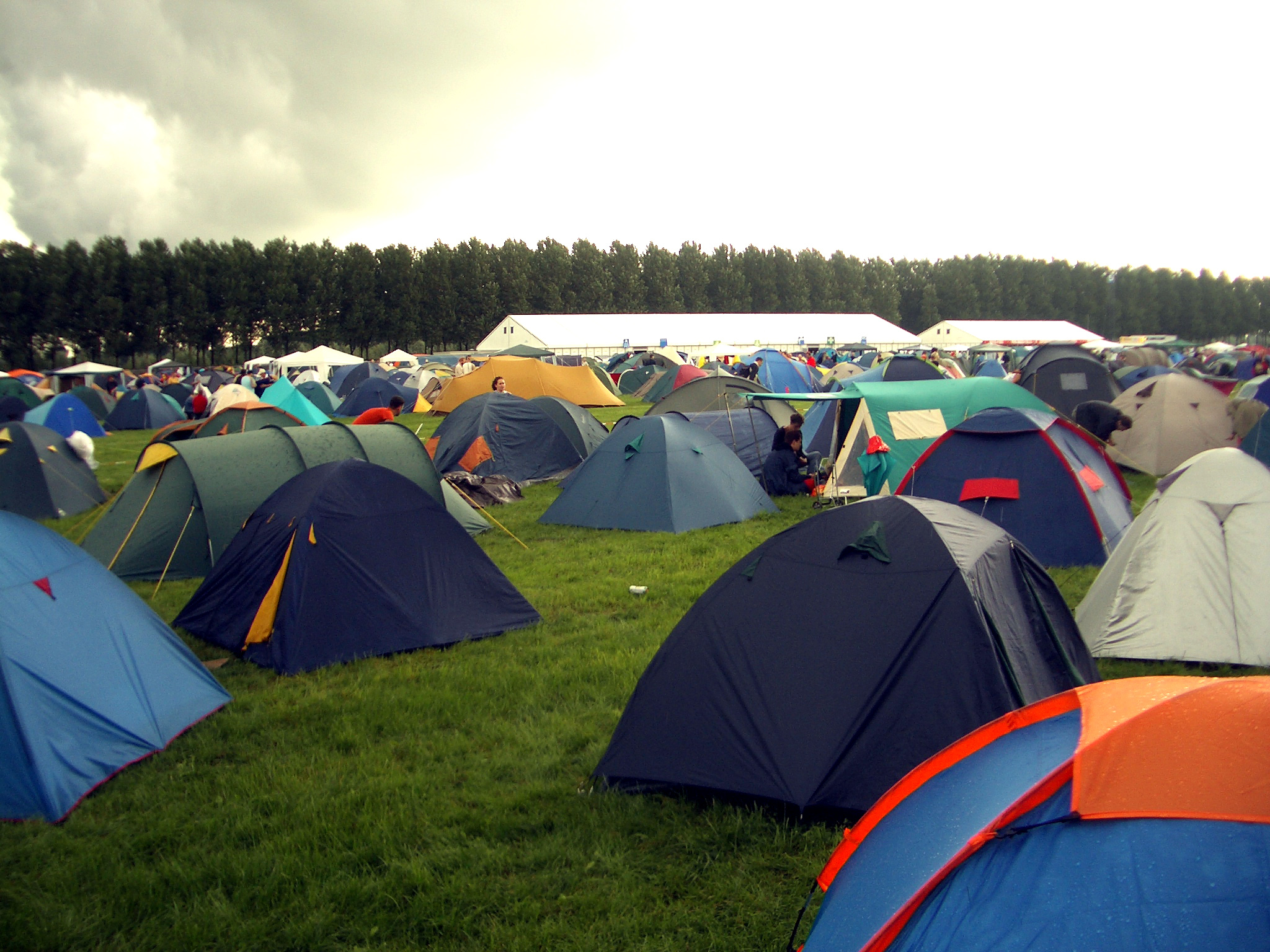
不同类型的露营帐篷

- 顶盖单层：这样的帐篷的顶是由一层防雨的顶组成。这个顶不延伸到帐篷的边缘或者底部。
- 双层：外帐由防雨材料组成，一直延伸到帐底。内帐提供睡觉的地方。外帐与内帐之间要有一定的间隙，内帐不一定要防雨，有的是纱网。

组成部分：
- 防雨层被用来抵挡外部的风雨。它一般组成外帐，该层也用来汲取内部的蒸发和凝结的水。凝结水可以沿这层墙流到帐篷的底部。外墙与内墙之间必须有一定的距离，双方不能接触，这样内帐才能保持干燥。高级的帐篷有专门的帐杆来保证风吹也无法使得两层墙互相接触。
- 底层被用来绝缘底部的潮湿。一般底层沿着帐篷底侧高起约15厘米，来防止下雨时地面的淤水流入帐篷内部。有些帐篷的帐底与内帐缝在一起，但也有些帐底是分离的。
- 帐杆提供结构支持。现代帐篷的杆子可以拆开来，便于运输。有些杆子是不可弯曲的，比如用金属或者木头做的，也有些设计使用半柔软的玻杆或铝杆，甚至有用碳素杆。
- 營釘被用来将帐篷固定在地面上。有些營釘上可以固定绳子来拉住帐篷的杆子，有些则作为底层边缘的固定。營釘可以是木头的、塑料的或金属制的。粗大的營釘或者坚硬的地面需要一个锤子将營釘打入地面。固定绳子的桩子最好不是垂直于地面打入，而是与它要拉的绳子呈直角，这样它可以提供最高的强度。
- 气窗可以降低帐篷内由于蒸发导致的湿度。许多帐篷的内墙是用透气材料作的，来帮助排除湿气。
- 有些帐篷还配有營底墊，这是一个单独的防水布，放在帐底下面，面积比帐底略大。它被用来保护帐底、减少磨损（尤其是在粗糙的地面上）。

## 设计
帐篷设计要顾及多个因素，其中包括：
- 价格
- 用途
  - 背包旅行，这样的帐篷每天要背在身上，因此重量和大小最重要
  - 旅行，这样的帐篷每天要搭和拆，因此其操作简易是比较重要的
  - 固定的帐篷可能在一个地方呆上一周以上，因此其舒适非常重要
- 季节，只在夏季使用的帐篷与冬季也要使用的帐篷有很大的不同。只在夏季使用的帐篷一般只能抵挡小阵雨。能够在春夏秋三个季节使用的帐篷一般可以抵挡大雨。而全年可以使用的帐篷除极端情况外要能够应付所有的气候。探险用的帐篷需要能够抵挡大雪、强风和暴雨。一些极简单的“庆祝用”的帐篷甚至只能在干燥的天气里使用。
- 大小
  - 宿营人的年龄影响到每人需要的地方
  - 放行李的地方
  - 有些舒适的帐篷有遮阳光的机构
  - 帐篷高度
- 睡觉地方的大小
- 颜色
- 搭和拆的方便度

## 现代帐篷样式
现代的帐篷可以使用各种不同的现代材料，因此其形状和风格非常多样化。
- 杆子可以有效地保持帐篷的形状
- 杆子很容易拆掉和搭起来，容易运输，而且通过不同颜色的标志很容易看出它们是怎样连接的
- 相应需要比较少的风绳（有些帐篷根本不需要风绳）

### 硬杆

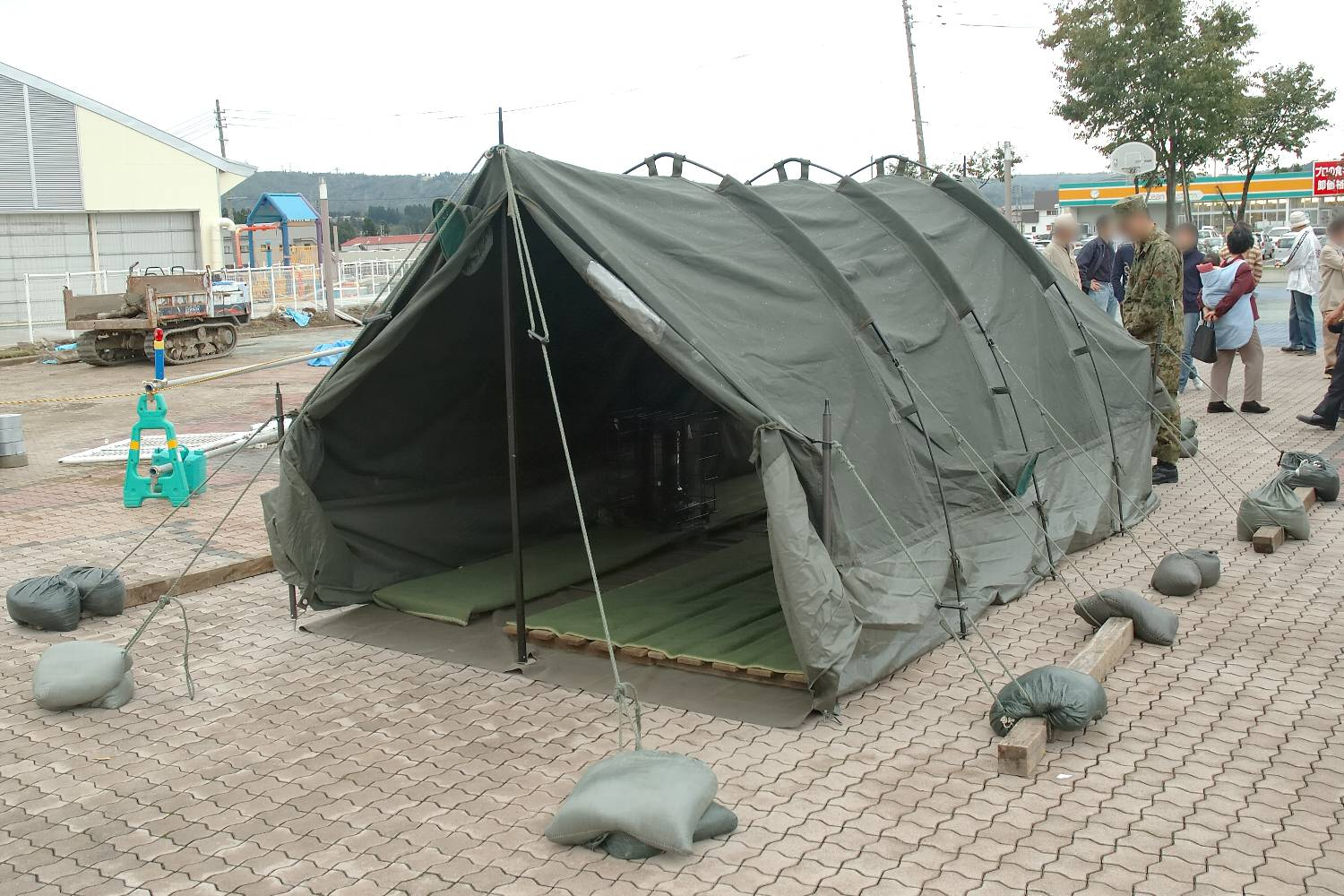
日本自衛隊硬杆帐篷

许多使用坚固的金属杆子的帐篷不需要拉绳，不过它们在底层上一般需要桩子。这些帐篷一般非常重（25至80千克），因此只有强风才能吹动它们。
- 框架帐篷是双墙帐篷。在外墙内有一个起居的空间和一个或多个通过尼龙或聚脂纤维分开的内室。有些这样的帐篷甚至还有窗和气阀，这样的内室可以用作厨房。帐篷的墙几乎是直立的，一般可达150至180厘米高。帐篷中间的顶端可达210厘米以上，因此帐篷内许多地方可以直立。
- 小屋帐篷是单臂帐篷，主要在美国使用。它们一般有尼龙墙、聚酯纤维的顶和底层。它们的抗雨性很差，只能在夏季使用。内部可移动的分割可以将整个帐篷分为数间“屋”。这些帐篷的高度与框架帐篷差不多。小屋帐篷有三组不同的杆子，每组由两根直立的和一根横向连接的杆子组成。这些杆子支持帐篷的中央和端部的顶，一般位于帐篷外。

### 柔杆
柔杆帐篷一般使用三至六米长的、玻璃钢制的管子作为杆子，这些杆子的直径一般在一厘米左右。为了便于运输这些杆子可以被拆开，形成30至69厘米长的部分。每个部分的两端可以互相插入，为了便于组装各个部分之间有一个绳子相连。

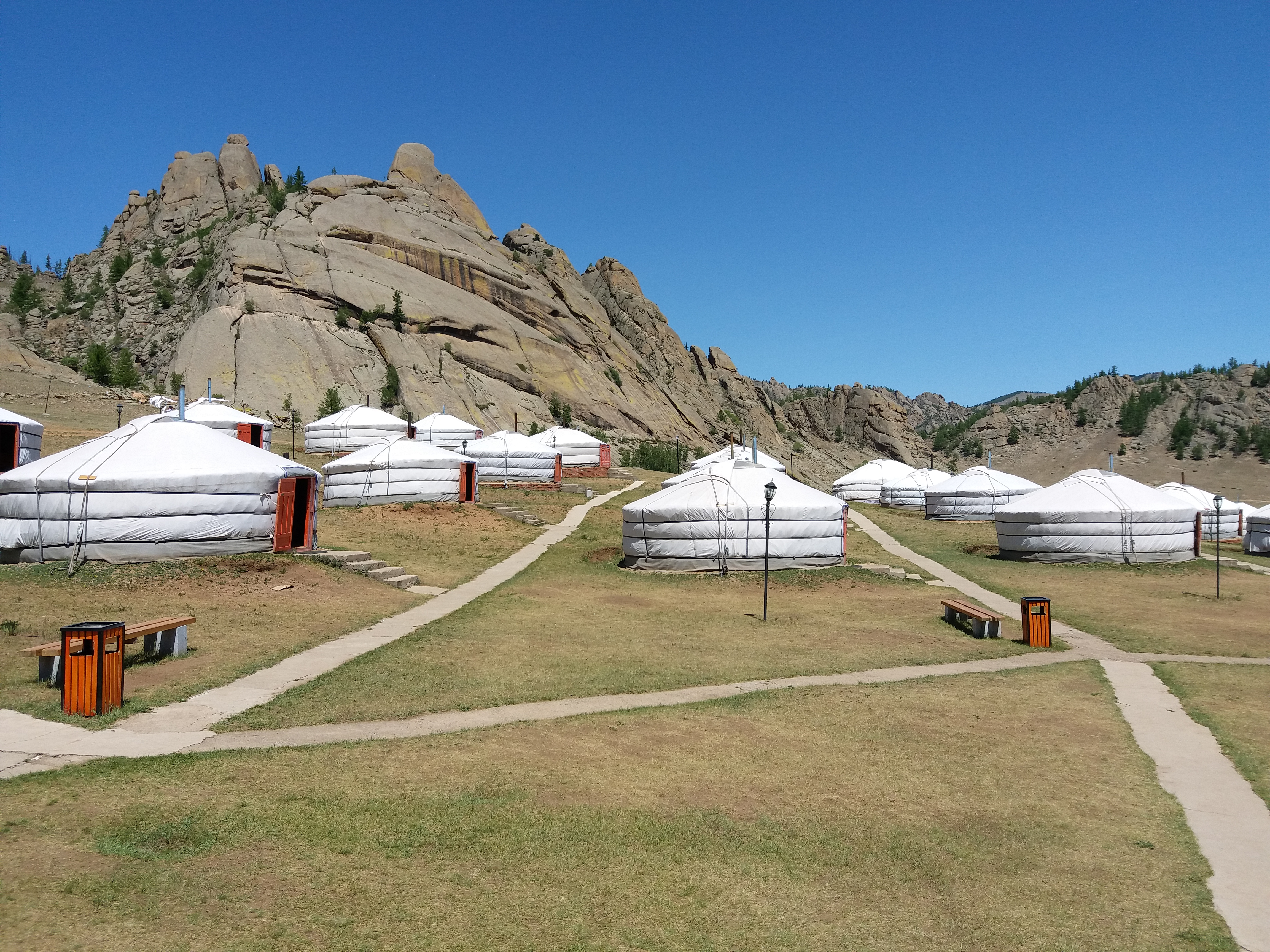
作為酒店的蒙古包

- 蒙古包式帐篷结构非常简单，其大小可以从两人至九人，有单墙、双墙的。有些的杆子拉在外墙上，有些拉在内墙上。前者比较利于保持内墙的干燥，后者比较容易搭。经典的圆顶帐篷的底层是正方形的，顶部由两根杆子架成，每根杆子交叉跨越正方形的两个对角。底层上一般有专门的插入杆子的环。杆子的长度比底层的对角的长度长，因此杆子必须拱起，杆子的拱起的张力维持帐篷的形状。一般杆子位于帐篷的外边，通过带子与帐篷连在一起。一般圆顶帐篷不需要拉绳和桩子，只在强风时需要拉绳。后来也有其它不同的圆顶帐篷的设计，有些使用三根杆子，有些的底层是不规则的形状，等等。最常见的变异是在帐篷门的一面有一根第三根杆子，它偏向帐篷外，在帐篷的门前形成一个门檐。

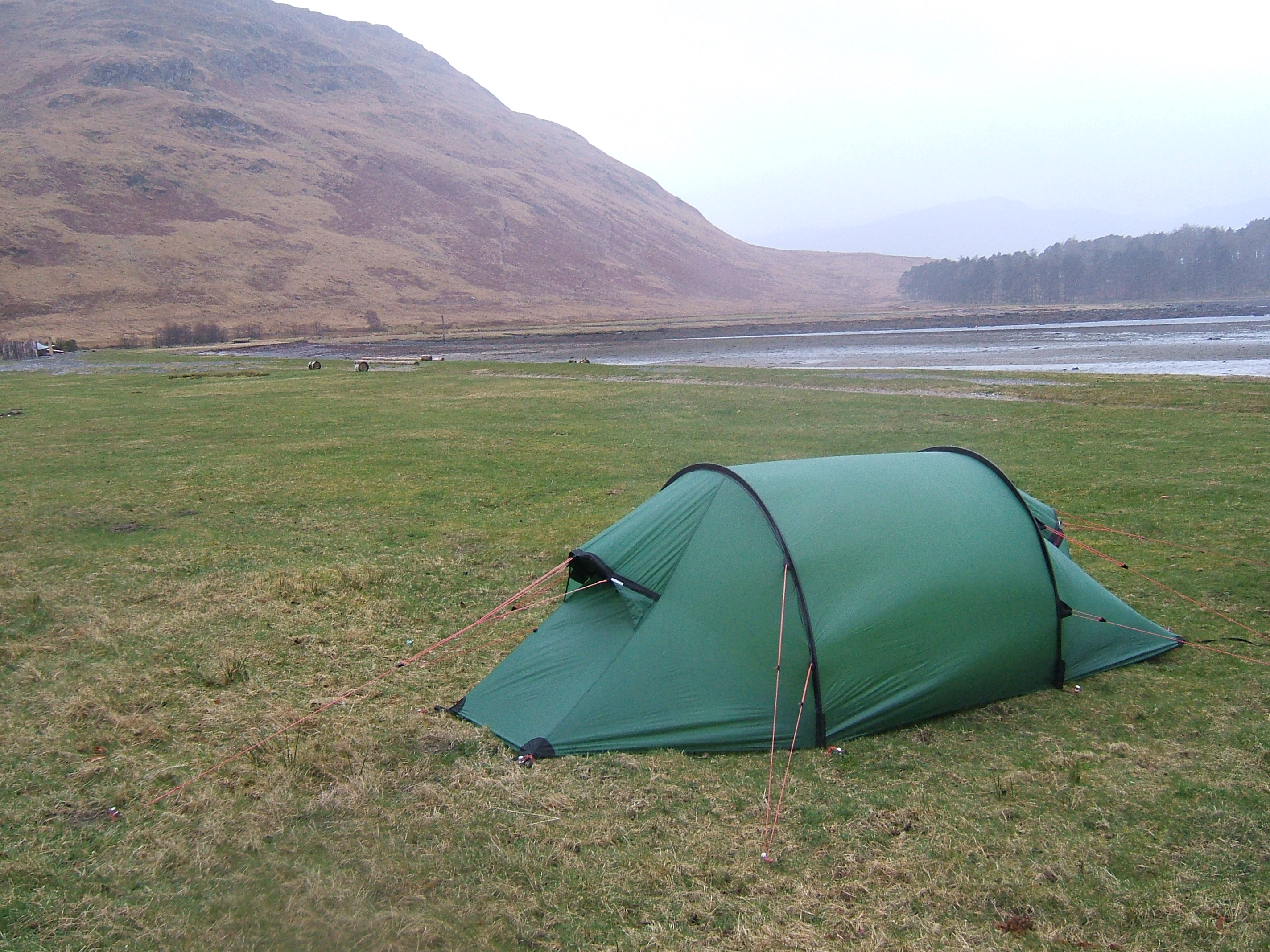
桶状帐篷

- 隧道帐的利用面积比同样底层面积的圆顶帐篷大，但是不能自立，需要风绳和地钉来保持其形状。隧道帐几乎总是双层的，其大小从一人到十人不等，高度可以超过180厘米。隧道帐在大风情况下比较好。隧道帐有三根柔杆，形成三个平行的拱，帐篷的外帐搭在上面组成一个圆筒。最常见的设计是隧道的一端是睡觉的地方，另一端是放行李的地方。小的隧道帐也有只有两根杆子的，大的也有有四根杆子的。这样大的帐篷两端有睡觉的地方。
- 圆顶筒状混合帐篷有许多形式。一个设计是使用一个圆顶帐篷作为睡觉的地方，在它的外面连上一或两个拱杆子做成一个起居的地方。另一个设计是使用一个大圆顶作为起居的地方，在这里连出四个圆筒作为睡觉的地方。
- 测地线帐篷的基础是圆顶帐篷，但是它有两根或更多的杆子与一般圆顶帐篷的两根杆子交叉来提供强度。这种帐篷尤其适用于雪地。为了抵抗强风它们很少高于120或150厘米。
- 单拱帐篷仅使用一根柔杆。这是一种为一或二人使用的轻型帐篷。

## 过去的帐篷样式

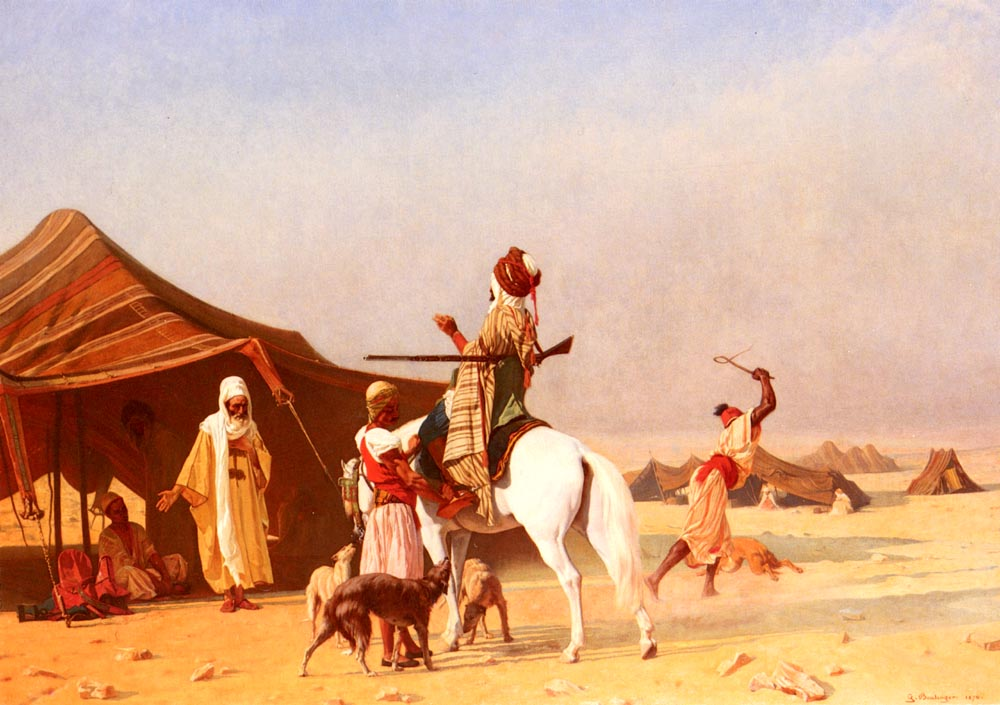
古斯塔夫·布朗吉画的《埃米尔》中的帐篷

过去的帐篷今天大多不再被使用。这些帐篷大多数是单墙的，有些顶上有一层防雨层。所有这些帐篷都使用帆布墙和许多拉绳。这些拉绳必须相当精确地拉紧来保持帐篷的形状，因此要搭这些帐篷需要一定的训练和经验。因此作为偶尔的宿营这些帐篷不适合。

## 大帐篷

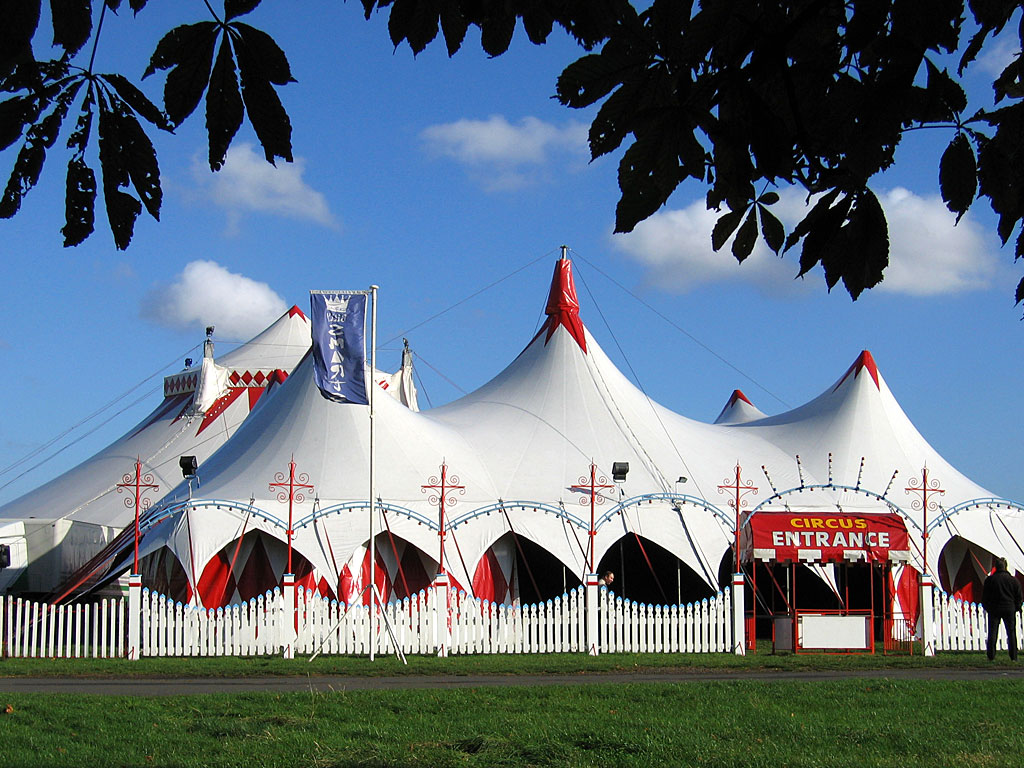
一个英国马戏团的大帐篷，剑桥，2004年

一般这些大帐篷很少被用来作为睡觉用，而是被用作庆祝等的场地。它们是用非常坚固的人造纤维制成的。它们一般非常昂贵，需要特别的技巧和设备来搭。